# LOVE大石
LOVE大石（ラブおおいし、1988年10月24日 - ）は、ラックライフのドラムス担当。大阪府出身。リーダー。身長175センチ。血液型A型。

## 人物
兄がいる。小学校ではソフトボールチームのキャプテンを務め、中学では軟式野球部に入部するが退部、陸上部に入部、長距離の選手として、大会でも好成績を残した。
初めて買ったCDは、B'zの「今夜月の見える丘に」。
ラックライフの前には、SHAKALABBITSのコピーバンドを組んで、高校一年の文化祭に出演。
2007年3月に出場した大阪の高校生バンドのコンテスト「COOLKIDS2006決勝」では、ベストドラマー賞を受賞している。高校卒業後、大学へ進学した。
一年中、短パンを履いている。現在は履いていない事もある。
感動屋で自主企画などで泣いてしまうことが多々ある。
DW Drums、ジルジャン、LERNI_STICKSのエンドーサーである。